# Prostănacul
Prostănacul (franceză Le Corniaud, pronunție în franceză [lə kɔʁˈnjo]) este un film de comedie francez, italian și spaniol regizat de Gérard Oury cu Louis de Funès și Bourvil în rolurile principale. A fost lansat în 1965. În 2013, este încă unul dintre primele 20 de filme cu cele mai mari încasări din Franța, alături de Marea hoinăreală (franceză La Grande Vadrouille), o altă colaborare dintre Oury, de Funès și Bourvil.
Filmul a fost prezentat la cea de-a patra ediție a Festivalului Internațional de Film de la Moscova unde actorul Bourvil a câștigat o Diplomă Specială.

## Prezentare
După ce iese din apartamentul său din Paris pentru a pleca în vacanță în Italia, Antoine Maréchal (Bourvil) are un accident de mașină. Mașina sa, un Citroën 2CV, este distrusă în întregime de Bentley-ul lui Léopold Saroyan (de Funès), directorul unei companii de import-export. Ca o compensație pentru accident, Saroyan îi dă împrumut lui  Maréchal un Cadillac DeVille din 1964 pentru a călători cu el de la Napoli la Bordeaux, toate cheltuielile intrând în contul lui Saroyan. Ceea ce nu știe Maréchal este că Saroyan este conducătorul unei organizații criminale, iar în Cadillac sunt ascunse droguri, aur și diamante furate, printre care și cel mai mare diamant din lume, fictivul You-koun-koun. Maréchal se duce la Napoli și își începe călătoria cu mașina, iar Saroyan și banda sa îl urmăresc discret pentru a supraveghea livrarea. 

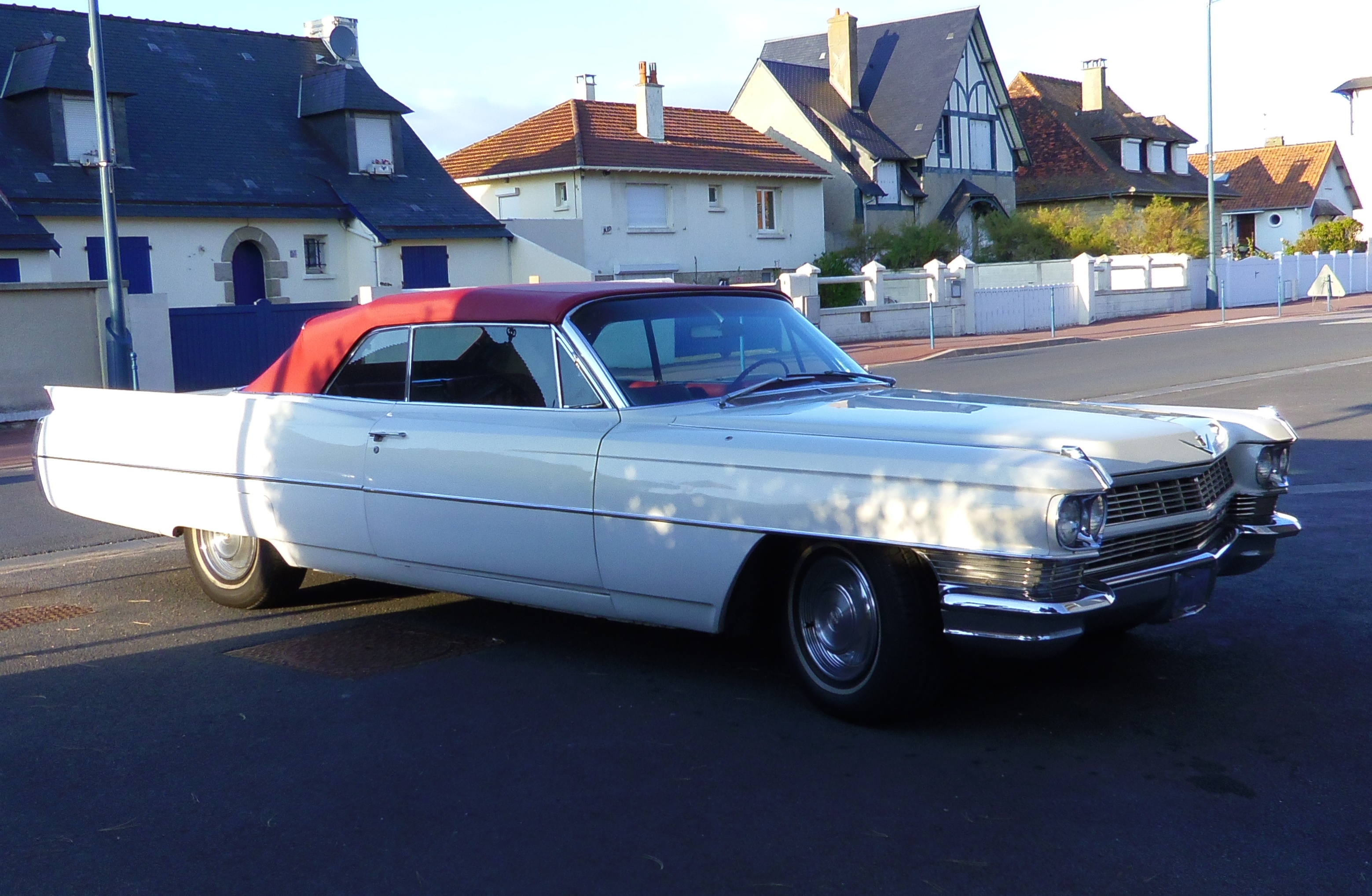
Un Cadillac DeVille din 1964, similar cu cel folosit în film

Din păcate, o altă bandă de infractori din Italia a aflat de planul lui Saroyan. Italienii urmăresc îndeaproape mașina, furând-o de fiecare dată când au posibilitatea. De-a lungul drumului, majoritatea bunurilor ilegale ascunse în Cadillac sunt pierdute sau furate de către alte persoane. În timp ce trece frontiera, Antoine Marechal își dă seama care este adevăratul plan al lui Saroyan, de aceea pune la cale un plan de răzbunare atât împotriva lui Saroyan cât și a gangsterilor italieni. Cu toții ajung pe mâna poliției în orașul francez Carcassonne.

## Distribuție
- Bourvil – Antoine Maréchal, un turist francez în Italia
- Louis de Funès – Léopold Saroyan, directorul unei companii de import-export și infractor
- Venantino Venantini – Mickey „Bâlbâitul”
- Jacques Ferrière ca un gangster, șoferul lui Saroyan
- Jean Droze – un gangster, complicele lui Saroyan
- Henri Génès – Martial
- Beba Lončar – Ursula, autostopistă germană
- Salvatore Vingelli – Tagliella, mecanicul auto din Napoli
- Alida Chelli – Gina, manichiurista de la hotel și iubita lui Lino
- Lando Buzzanca – Lino, frizerul de la hotel
- Jack Ary – comisarul la biroul vamal din Menton
- Guy Grosso – vameș
- Michel Modo – vameș
- Pierre Roussel – Mario Costa
- Robert Duranton – atletul de la duș
- Guy Delorme – complicele lui Mickey
- Jean-Marie Bon – mecanicul auto din Roma
- Yvon Jeanclaude – polițist
- Marius Gaidon – polițist din Bordeaux
- Jean Minisini – un inspector de poliție din Carcassonne
- Eric Vasberg – un inspector de poliție din Carcassonne
- Annie Claparéde – Suzanne, barmanița
- Nicole Desailly – administratoarea clădirii în care locuiește Maréchal
- Germaine de France – bătrâna doamnă care cântă
- Bernard Meunier
- Louis Viret
- Walter Chiari
- Daniela Rocca
- Dan Vadis
- José Luis de Vilallonga
- André Louis  – dublura lui Bourvil (nemenționat)
- André Hubert  – cascador (nemenționat)
- Yvan Chiffre  – cascador (nemenționat)

## Legături externe
- Prostănacul la Internet Movie Database
- Prostănacul la CineMagia